# Jewgeni Nikolajewitsch Dremin
Jewgeni Nikolajewitsch Dremin (russisch Евгений Николаевич Дремин, englische Transkription Evgeny Dremin; * 24. Februar 1981) ist ein russischer Badmintonspieler.

## Karriere
Evgeny Dremin gewann in Russland 2008 und 2009 Meistertitel im Mixed und Herrendoppel. Außerdem war er bei den Boston Open und Russian Open erfolgreich. Bei den Weltmeisterschaften der Studenten gewann er 2002 und 2006 Bronze.